# Montezuma megye
Montezuma megye az Amerikai Egyesült Államokban, azon belül Colorado államban található. Megyeszékhelye és legnagyobb városa Cortez. Lakosainak száma 25 849 fő (2020. április 1.). Montezuma megye Dolores, San Juan, San Juan, La Plata, Apache és San Juan megyékkel határos.

## Népesség
A megye népességének változása:
| Lakosok száma | 25 536 | 25 441 | 25 432 | 25 642 | 26 168 | 25 849 |
|               | 2010   | 2011   | 2012   | 2013   | 2015   | 2020   |